# Fiede Kay
Fiede Kay (* 26. September 1941 in Breklum, Nordfriesland; † 2. September 2005 in Bredstedt) war ein deutscher Sänger und Liedermacher. Viele seiner Lieder haben niederdeutsche und nordfriesische Texte.

## Leben
Zunächst erlernte Kay das Maurerhandwerk und besuchte im Anschluss daran eine Technikerschule. Später pachtete er am Bredstedter Marktplatz eine Gaststätte, heute Fiedes Krog. Mit seinem früheren Schulkameraden Knut Kiesewetter als Produzent nahm er mehrere Schallplatten mit landestypischer Musik auf, teilweise in niederdeutscher und nordfriesischer Sprache. Am erfolgreichsten wurde die Platte Leeder, Lüüd und Freesenland, an der mehrere Musiker der Region mitwirkten und zu der ein gleichnamiger Fernsehfilm mit Impressionen aus Nordfriesland entstand.
Kays Teilnahme an diversen Fernsehshows wie dem Grand Prix der Volksmusik wie auch seine frühen Schallplatten mit vertonten Texten der Dichter Carl Michael Bellman und Hermann Löns verhalfen ihm zu dem Titel „norddeutscher Volkssänger“. Fiede Kay begleitete sich bei seinen Auftritten oftmals selbst auf der Gitarre oder auf dem Akkordeon, gelegentlich wurde er auch durch eine Band begleitet.
Die Lieder trug er auch in seiner Gaststätte vor; zuweilen fanden dort auch Konzerte anderer Künstler statt.

## Ehrungen
2011 wurde in Bredstedt der Platz vor Kays ehemaliger Gaststätte „Fiede-Kay-Platz“ benannt.

## Diskographie

### Soloalben
- 1975: Sing Man to
- 1976: Ik sing een Leed
- 1977: Der Wind treibt mich weiter
- 1978: Leeder achter’n Diek
- 1979: Vier Gesichter hat das Jahr
- 1980: En Festdag op’t Dörp
- 1981: Brüder, es zieht ein Geruch übers Land. Fiede Kay singt Carl Michael Bellman (Übersetzung aus dem Schwedischen: Hein Hoop)
- 1982: Mien egen Leed
- 1985: Wiehnachten – so hett dat fröher klungen
- 1986: Fiede Kay singt Hermann Löns
- 1992: Der Volkssänger aus dem Norden
- 1992: Rauhe Schale, weicher Kern

### Alben mit Beteiligung anderer Künstler
- 1977: Leeder, Lüüd un Fresenland (mit Knut Kiesewetter, Sigrun Kiesewetter, der Gruppe Moin, Regine Kiesewetter und Hein Hoop)
- 1977: Wiehnachten is nich wiet (mit Knut und Sigrun Kiesewetter)
- 1982: Plattdütsche Leeder (mit Ursel Wolf) (Polydor)
- 1983: Norddeutsche Weihnachten (mit Knut und Sigrun Kiesewetter sowie der Finkwarder Speeldeel)
- 1985: Min flachet Land 2 (mit Annegret Behrend)
- 1986: Us Plattdüütsch Wiehnacht (mit Godewind und der Finkwarder Speeldeel)
- Wenn Wiehnachten kummt (mit Knut Kiesewetter)